# Лоукотка, Иржи
И́ржи Лоуко́тка (чеш. Jiří Loukotka; 3 февраля 1925[…], Миротице[…] — 11 ноября 1981[…], Брно[…]) — чешский философ-марксист и религиовед. Доктор философии, профессор. Один из авторов «Атеистического словаря».

## Биография
Родился 3 февраля 1925 года в Миротице.
В 1944 году окончил гимназию в Писеке.
В 1945—1949 годах изучал историю и философию на философском факультете Карлова университета.
В 1949—1954 годах — учитель в Влчнове и учитель средней школы и директор гимназии и школьный инспектор в Угерском Броде.
В 1954—1970 годах — преподаватель марксистской философии на фармацевтическом факультете Университета имени Яна Эвангелисты Пуркине и в Академия музыки имени Яначека.
В 1966 году присвоено учёное звание доцента.
В 1970 году защитил диссертацию на соискание учёной степени доктора философии.
В 1970—1976 годах — директор Института марксизма-ленинизма при Университете сельского и лесного хозяйства имени Менделя в Брно.
В 1971 году присвоено учёное звание профессора.
С 1972 года — директор Института научного атеизма Чехословацкой академии наук в Брно.

## Отзывы
В «Атеистическом словаре» отмечалось, что «Лоукотка внёс большой вклад в развитие в Чехословакии теории научного атеизма и атеистического воспитания, в критику ревизионизма и оппортунизма».

## Научные труды

### Монографии
- Loukotka J. Zkušenosti z vědeckoateistické výchovy žáků, 1961
- Loukotka J. Humanismus v naší filozofické tradici a dnešek, 1974
- Loukotka J. O náboženství a umění, 1974
- Loukotka J. Vědecký ateismus a světonázorová výchova, 1979
- Loukotka J. Za pravdu marxismu-leninismu, 1979;
- Loukotka J. Kapitoly z vědeckého ateismu. — Praha: SPVC MK ČSR, 1979. 141 s. (Na pomoc pracovníkům v oblasti státní církevní politiky; 26)
- Loukotka J. Náboženství a ateismus. / Prel. Jozef Borísek. — Bratislava: Smena, 1980. — 155 s.
- Loukotka J. Kult svatých a jeho ideologická funkce, 1984

на русском языке
- Лоукотка И. О религии и искусстве / Перевод с чеш. Н. Попова. — М.: Знание, 1979. — 64 с. (Новое в жизни, науке, технике. Сер. «Научный атеизм». № 6).

### Статьи
- Příspěvek k otázce církevně náboženských a socialistických společenských tradic, FČ 1962;
- The Religons and Artistic Reflection of Reality, SPFFBU 1963, G 7;
- Vzpomínka na básníka-učitele Otokara Březinu, Komenský 1968-69;
- K charakteristice české filosofie, FČ 1971;
- Ke kritice filosofie T. G. Masaryka, Společenské vědy ve škole 1971-72;
- K některým aspektům úlohy náboženských ideologií v soudobém antikomunismu, Marxisticko-leninské učení o třídách a křesťanské sociální doktríny, FČ 1972;
- K otázce inspiračních zdrojů a obsahu tzv. náboženského umění, Ateizmus 1973;
- Vědeckotechnická revoluce a přeměny tradičního náboženského vědomí, FČ 1973;
- Člověk a práce, VaŽ 1974;
- Křesťanství v konfrontaci mezi včerejškem a zítřkem světa, Ateizmus 1975;
- K otázce pojetí národního a mezinárodního v marxisticko-leninské filozofii, FČ 1975;
- Světový názor a osobnost, Nová mysl 1975;
- Marxista Zdeněk Nejedlý, FČ 1978;
- K problematice utváření komunistického morálního vědomí, FČ 1979;
- K otázce předmětu a metody vědeckého ateismu, Ateizmus 1980.

на русском языке
- Лоукотка И. К основной проблематике жизненного стиля. Проблематика жизненного стиля // Sbornǐk praci: Řada sociálněvědná (G). — Brně: Univerzita J.E. Purkyně v Brně. Filozofická fakulta[чеш.], 1967. — С. 49—59.
- Лоукотка И. Некоторые проблемы атеистического воспитания студентов в вузах Чехословакии // Вопросы научного атеизма. Вып. 18 / Редкол. А. Ф. Окулов (отв. ред.); Акад. обществ. наук ЦК КПСС. Ин-т научного атеизма. — М.: Мысль, 1976. — С. 157—166. — 335 с. — 16 500 экз.

предисловия
- Dějiny náboženství a poučení z nich // Kryveljov I. A. Dějiny náboženství I—II, 1981;
- Předmluvy // Jakovlev J. G. Umění v zrcadle světových náboženství, 1983.

### Научная редакция
- K aktuálním otázkám vědeckého ateismu, 1974;
- Vědecký ateismus, 1977, 21984;
- Moderní svět a křesťanství, 1980;
- Vědeckoateistická výchova, 1980, 2. vyd. 1983.